# Tú y yo (telenovela)
Tú y yo es una telenovela mexicana producida por Emilio Larrosa para Televisa en 1996 y 1997.
Protagonizada por Maribel Guardia y Joan Sebastian, con las participaciones antagónicas de Olga Breeskin, Claudio Báez, Itatí Cantoral y Arleth Terán, cuenta con las actuaciones estelares de Sebastian Ligarde, Francisco Gattorno y Lola Merino.

## Argumento
Tomás Santillana es compositor de música grupera, el más famoso del país; Estela es una arquitecta muy respetada. Él es de origen humilde y campesino; ella nació en una cuna de oro. Él es sencillo, poco preparado y temperamental; ella es culta, fina, elegante y muy preparada. El amor los unió. El amor construyó un puente maravilloso entre dos seres de mundos totalmente diferentes. Tú y Yo son Estela y Tomás... la ciudad y el campo; lo terso y lo áspero; lo refinado y lo natural. Tú y Yo es el relato de una familia especial. Tomás y Estela tienen dos hijos: Alicia, de veinte años, quien se identifica plenamente con su papá, y Fernando de dieciséis años, apegado a su madre, la sofisticada y guapa arquitecta, Estela.
Tú y Yo es el retrato de los Santillana, una familia plena de contradicciones, desencuentros, aventuras, situaciones extremas, y amor... mucho amor. Porque el amor es el tema de esta serie: el amor maduro de una pareja singular, el amor joven y sincero entre Alicia y su príncipe azul, el amor complicado y casi imposible entre la muchacha pobre y el niño rico, el amor adolescente de Fernando y Melissa, y el amor enfermizo de la villana y su hijo. Amor de madre, de padre, de hermano, de hijo. El amor de la pareja. Amor que es, después de todo, la fuerza que impulsa la vida, así como el odio y la vergüenza son el muro contra el cual chocan nuestros héroes.
Es también la historia de una venganza verdaderamente aterradora, la venganza de Lucrecia, una mujer despechada y amargada cuya obsesión es castigar a Tomás por haberla abandonado. Tú y Yo es la crónica de varios desgarradores y complicados triángulos amorosos; Es la historia de Cassandra, una hija abandonada por su madre, y de dos adolescentes apasionados. Es también la historia de una terrible mentira que desencadena consecuencias inesperadas.
Es una historia de contrastes, claroscuros, divisiones y enfrentamientos. Es el drama de un grupo de jóvenes ante la vida, el amor, la mentira y la intolerancia. Tú y Yo también nos lleva a conocer lo que sucede detrás de cámaras en el mundo de la música grupera, y lo que deben enfrentar las familias que viven en este medio.
Es una historia que se desarrolla en el campo, en el rancho de Tomás y en el de Lucrecia; y en la ciudad, en la espléndida casa de los Santillana, y en la humilde unidad habitacional donde vive Linda, la muchacha pobre. Tú y Yo alterna entre la "gran capital" y la provincia, la ciudad y el campo, la opulencia y la pobreza. Tú y Yo es una telenovela plena de contrastes, donde el drama, el suspenso, la venganza y la violencia se encuentran entremezclados con la juventud, la música popular, el humor y la armonía.
Esta es una telenovela con escenas conflictivas, de suspenso, de odio, engaño etc. Evidentemente una telenovela muy buena que nos deja un gran mensaje que es que a veces las diferencias sociales pueden más que el amor, pues se prefiere cambiar al exterior que al interior. La historia gira en torno a Estela y Tomás ambos un matrimonio muy reconocido. Estela es toda una dama de sociedad, Tomás es un ranchero que luchó y salió adelante sin importar el que dirán de la sociedad. 
El final de este telenovela fue ampliamente criticado ya que su libretista aparentemente buscando recordación en cuanto a la novela decidió que sus protagonistas finalmente se separaran además de dejar a la antagonista libre, algo con lo que intento balancear el poco éxito de la historia.

## Elenco
- Maribel Guardia - Estela Díaz-Infante de Santillana
- Joan Sebastian - Tomás Santillana
- Olga Breeskin - Lucrecia Álvarez Albarrán
- Sebastian Ligarde - Arturo Álvarez
- Lola Merino - Alicia Santillana Díaz-Infante
- Itatí Cantoral - Cassandra Santillana Álvarez
- Francisco Gattorno - Ricardo Vásquez
- Claudio Báez - Roberto Álvarez Albarrán
- Alfredo Adame - Carlos Augusto Beltrán Hinojosa
- Lourdes Munguía - Alejandra
- Maribel Fernández - Graciela "Chelo" López Beristain
- César Bono - Ciriaco "El Toques"
- José Ángel García - Juan José Iturralde
- Carlos Miguel - Alfonso "Poncho"
- Ramón Valdez Urtiz - Fernando Santillana Díaz-Infante
- Anahí - Melissa Álvarez
- Anthony Álvarez - Carlos
- Anel - Laura/Elena Campos
- Juan Carlos Casasola - Gonzalo
- José Flores - Wilfredo Díaz
- María Montejo - Cleofas
- Galilea Montijo - Resignación del Carmen
- Lisette Morelos - Linda López
- Cecilia Romo - Gudelia
- Rodrigo Ruiz - Imanol Velini
- Roberto Tello - El Coreano
- Adal Ramones - Carlos Daniel
- Arleth Terán - Bárbara Camacho Urrea
- Arath de la Torre - Javier Álvarez Albarrán
- José Joel - Francisco "Paco" Vásquez
- Silvia Eugenia Derbez - Yolanda Vásquez
- Ana María Aguirre - Virginia de Vásquez
- Mónika Sánchez - Martha
- Carlos Rotzinger - Adolfo Montemayor
- Emma Teresa Armendariz - Natalia
- Ana Luisa Peluffo - Catalina Vda. de Díaz-Infante
- Marlene Favela - Luisa Marcano Rojas
- Jairo Gómez - Pepito
- Alejandro Ávila - Tomás (Joven)
- Andrea García - Lucrecia (Joven)
- Jorge Poza - Humberto
- José Guadalupe Esparza - Lupe
- Samuel Gallegos - El Salamandra
- Anaís - Silvia
- Alicia del Lago - María Jacinta Gómez
- Roxana Castellanos - Elizabeth
- Bobby Larios - Sebastián Domínguez
- Grupo Bronco - Ellos mismos
- Alejandro de la Madrid
- Fernando Pinkus
- Eduardo España
- Héctor Palacios
- Julio César "Fido"
- Susan Vohn

## Equipo de producción
- Idea original: Emilio Larrosa
- Escritor: Alejandro Pohlenz
- Coescritora: Verónica Suárez
- Edición literaria: Saúl Pérez Santana
- Tema musical: Tú y yo
- Autor: Joan Sebastian
- Intérpretes: Joan Sebastian, Maribel Guardia
- Escenografía: José Luis Gómez Alegría
- Ambientación: Guadalupe Frías
- Dirección de arte: Ignacio Lebrija
- Diseño de vestuario: Luciana Zegovic, Ana Claudia Ocampo
- Musicalizador: José de Jesús Ramírez
- Edición: Adrián Frutos Maza, Víctor Hugo Flores Ordaz
- Coordinación administrativa: Elizabeth Olivares
- Jefe de locación: Sergio Sánchez
- Jefe de reparto: Rodrigo Ruiz
- Coordinación de producción: Víctor Vélez, Saúl Ibarra
- Jefe de producción: Lourdes Salgado
- Productor asociado: Arturo Pedraza Loera
- Director de cámaras: Luis Monroy
- Director de escena y cámaras en locación: Alfredo Tappan
- Directores de escena: Salvador Garcini, José Ángel García
- Productor: Emilio Larrosa

## Premios y nominaciones

### Premios TVyNovelas 1997
| Categoría              | Nominado(a)        | Resultado |
| ---------------------- | ------------------ | --------- |
| Mejor actriz debutante | Galilea Montijo    | Ganadora  |
| Mejor actriz debutante | Lisette Morelos    | Nominada  |
| Mejor actor debutante  | Ramón Valdés Urtiz | Nominado  |